# トッド・ヴァン・スティーンゼル
- トッド・バン・スティーンゼル
- トッド・バンスティーンゼル
- トッド・バンスティーンセル

トッド・バートラム・ヴァン・スティーンゼル（Todd Bertram Van Steensel、1991年1月14日 - ）は、オーストラリア連邦ニューサウスウェールズ州シドニー出身のプロ野球選手（投手）。アメリカ独立リーグであるアトランティックリーグのガストニア・ハニーハンターズ所属し、現在はオーストラリアン・ベースボールリーグ（ABL）のアデレード・ジャイアンツに所属している。

## 経歴

### プロ入りとフィリーズ傘下時代
2009年6月23日にフィラデルフィア・フィリーズと契約を結び、プロ入りを果たした。同日に傘下ルーキー級ガルフ・コーストリーグ・フィリーズへ配属された。12試合（5試合で先発）登板し、2勝1敗、防御率5.83、29奪三振を記録した。その後、退団。

### フィリーズ退団後
2010年はどの球団にも所属しなかった。オフには母国オーストラリアのウィンターリーグであるオーストラリアン・ベースボールリーグ（ABL）に参加し、シドニー・ブルーソックスに所属した。6試合に登板し、0勝1敗、防御率7.94、7奪三振を記録した

### ツインズ傘下時代
2011年6月6日にミネソタ・ツインズとマイナー契約を結んだ。6月20日に傘下ルーキー級エリザベストン・ツインズへ配属された。13試合（10試合で先発）登板し、5勝2敗、防御率5.68、58奪三振を記録した。
オフにはABLに参加し、ブルーソックスに所属した。11試合に登板し、防御率3.32、25奪三振を記録した。
2012年4月4日に保留選手名簿に登録された。

### オランダ球界時代
2012年はオランダの野球リーグであるホーフトクラッセのコレンドン・キンヘイムでプレーした。6試合に登板した。同年限りで退団した。
オフにはABLに参加し、ブルーソックスに所属した。15試合に登板し、2勝3敗、防御率3.50、23奪三振を記録した。

### キンヘイム退団後
2013年はどの球団にも所属しなかった。オフにはABLに参加し、ブルーソックスに所属した。15に登板し、0勝1敗、防御率3.50、22奪三振を記録した。

### ツインズ復帰
2014年2月6日にミネソタ・ツインズとマイナー契約を結んだ。開幕前の3月2日に、ニューサウスウェールズ州シドニーで初めてオーストラリアで開催されたMLB開幕戦の前に開催された親善試合である「オーストラリアン・チャレンジ」のオーストラリア代表に選出された。
シーズンでは4月1日に延長スプリングトレーニングへ配属された。4月26日に傘下A級シーダーラピッズ・カーネルズへ配属された。23試合に登板し、0勝0敗8セーブ、防御率1.30、45奪三振を記録した。7月7日に傘下A+級フォートマイヤーズ・ミラクルへ昇格した。16試合に登板し、1勝0敗1セーブ、防御率1.52、26奪三振を記録した。
オフの11月14日に第1回21U野球ワールドカップのオーストラリア代表に選出された。11月7日の日本戦に登板し、敗戦投手となっている。
またABLに参加し、ブルーソックスに所属した。7試合に登板し、0勝0敗2セーブ、10奪三振を記録した。	
2015年4月26日に傘下ルーキー級ガルフ・コーストリーグ・ツインズへ配属された。ただ登板はしていない。4月28日に傘下A+ミラクルズへ昇格した。5月6日に延長スプリングトレーニングへ配属された。5月7日に傘下A+ミラクルズへ復帰した。最終的に傘下A＋ミラクルズで46試合に登板し、2勝4負13セーブ、防御率2.32、81奪三振を記録した。
オフにはABLに参加し、ブルーソックスに所属した。12試合に登板し、0勝0敗5セーブ、17奪三振を記録した。
2016年1月28日にブルーソックスで共にプレーしたトレント・デントニオ、デビッド・キャンディラス、ウェイン・ラングレンと共に、第4回WBC予選のオーストラリア代表に選出された。同大会でオーストラリアは本戦出場を決めている。
シーズンでは開幕を傘下傘下A+級ミラクルズで迎えた。6月4日に同年のフロリダ・ステートリーグ・オールスターゲームに選出され、2年連続2度目の選出を果たした。傘下A+級ミラクルズでは39試合に登板し、4勝2敗5セーブ、防御率3.46、50奪三振を記録した。8月18日に傘下AA級チャタヌーガ・ルックアウツに昇格した。傘下AA級ルックアウツでは5試合に登板した。
オフにはABLに参加し、ブルーソックスに所属した。7試合に登板し、0勝1敗3セーブ、8奪三振を記録した。
2017年はシーズン開幕前の2月9日に第4回WBC本戦のオーストラリア代表に選出された。
2018年8月7日にFAとなった。

### 独立リーグ時代
2019年は、北米独立リーグのアメリカン・アソシエーションに所属するセントポール・セインツでプレーし、3勝2敗16セーブ、防御率4.33の成績を記録した。オフには第2回WBSCプレミア12のオーストラリア代表に選出された。

### メキシカンリーグ時代
2021年3月3日にメキシカンリーグの新球団であるグアダラハラ・マリアッチスと契約した。

### 独立リーグ時代
2022年1月にアメリカン・アソシエーションの新球団であるレイクカントリー・ドックハウンズと契約した。1試合も出場することなく退団した。
2023年2月22日にアトランティックリーグのガストニア・ハニーハンターズと契約し、22試合に登板、防御率6.48、25.0投球回で18奪三振を記録した。
また、同年3月に開催された第5回WBCにオーストラリア代表として出場し、日本戦で大谷翔平から空振り三振を奪った。
2023年8月、海外でのプロ野球活動から引退を表明したが、オーストラリア国内のABLでは引き続きプレーしている。

## 選手としての特徴
最速93mph（約150km/h）に達する速球と、スイーパー系のスライダーを主体とする。

## 人物
テイラー・スウィフトのファンである。
オーストラリア代表として出場した第5回WBCでは、1次ラウンドの日本戦で大谷翔平から空振り三振を奪った。大会終了後には自身のツイッターで、動画と共にこの時の正直な心境を綴り、ファンから称賛された。

## 詳細情報

### WBCでの投手成績
| 年 度 | 代 表          | 登 板 | 先 発 | 勝 利 | 敗 戦 | セ ｜ ブ | 打 者 | 投 球 回 | 被 安 打 | 被 本 塁 打 | 与 四 球 | 敬 遠 | 与 死 球 | 奪 三 振 | 暴 投 | ボ ｜ ク | 失 点 | 自 責 点 | 防 御 率 |
| ----- | -------------- | ----- | ----- | ----- | ----- | -------- | ----- | -------- | -------- | ----------- | -------- | ----- | -------- | -------- | ----- | -------- | ----- | -------- | -------- |
| 2017  | オーストラリア | 1     | 0     | 0     | 0     | 0        | 5     | 1.0      | 2        | 0           | 0        | 0     | 0        | 1        | 1     | 0        | 0     | 0        | 0.00     |
| 2023  | オーストラリア | 2     | 0     | 0     | 0     | 0        | 11    | 3.0      | 2        | 0           | 0        | 0     | 0        | 3        | 0     | 0        | 0     | 0        | 0.00     |

### WBSCプレミア12での投手成績
| 年 度 | 代 表          | 登 板 | 先 発 | 勝 利 | 敗 戦 | セ ｜ ブ | 打 者 | 投 球 回 | 被 安 打 | 被 本 塁 打 | 与 四 球 | 敬 遠 | 与 死 球 | 奪 三 振 | 暴 投 | ボ ｜ ク | 失 点 | 自 責 点 | 防 御 率 |
| ----- | -------------- | ----- | ----- | ----- | ----- | -------- | ----- | -------- | -------- | ----------- | -------- | ----- | -------- | -------- | ----- | -------- | ----- | -------- | -------- |
| 2019  | オーストラリア | 2     | 0     | 0     | 0     | 0        | 20    | 4.0      | 3        | 0           | 5        | 0     | 0        | 4        | 1     | 0        | 1     | 1        | 2.25     |

### 記録
MiLB
- フロリダ・ステートリーグ・オールスターゲーム選出：2回（2015年、2016年）

### 背番号
ABL
- 21 (2011年 - )

### 代表歴
- 2014 21U 野球ワールドカップ オーストラリア代表
- 2017 ワールド・ベースボール・クラシック・オーストラリア代表
- 2019 WBSCプレミア12 オーストラリア代表
- 2023 ワールド・ベースボール・クラシック・オーストラリア代表